# Domingos de Abreu Vieira
Domingos de Abreu Vieira foi um Tenente Coronel da Cavalaria Auxiliar de Minas Novas. Comerciante e administrador dos contratos e coletas de impostos. Durante o processo de devassa para apurar denúncias de crime de lesa-majestade em Minas Gerais foi preso na cadeia de Vila Rica, atual Ouro Preto.
Sua casa faz parte do patrimônio cultural de Minas Gerais.